# Vámosláz község
Vámosláz község (románul: Comuna Chișlaz) község Bihar megyében, Romániában. Központja Vámosláz, beosztott falvai Berettyókirályi, Hőke, Micske, Poklostelek, Szentlázár, Sárszeg.

## Népessége
A 2011-es népszámlálás adatai alapján a község népessége 3135 fő volt.